# Trest smrti v Polsku

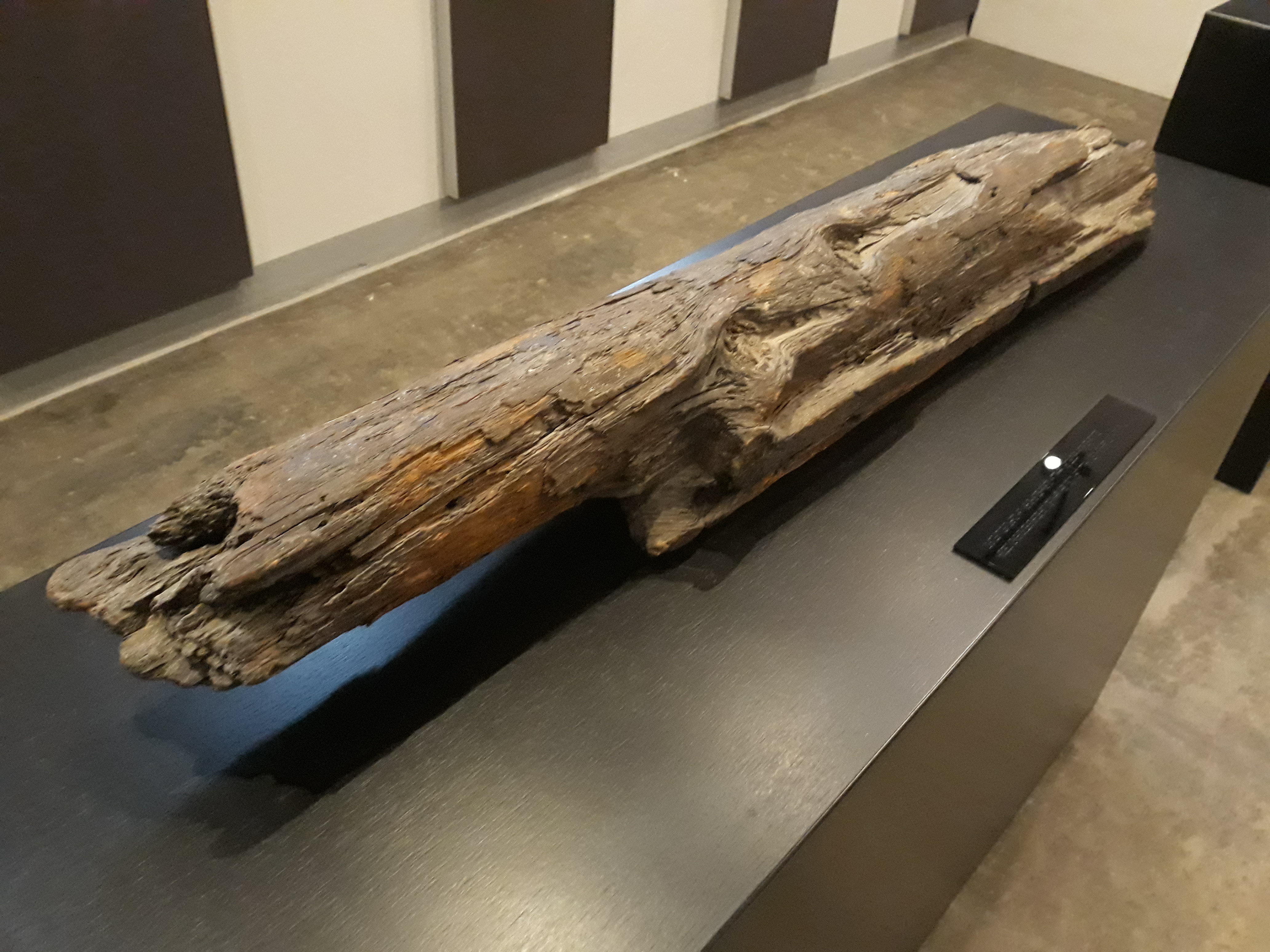
Pozůstatky šibenice, Varšavská citadela

Trest smrti v Polsku zůstal v legislativě zachován až do 1. září 1998. Od roku 1989 však nebyly vykonávány žádné popravy. Poslední poprava na území Polska proběhla v roce 1988.

## Historie
Ve středověku byly trestem smrti trestány zločiny jako vražda, znásilnění, loupeže, žhářství, zrada panovníka či státu a padělání mincí. Pachatelé byli lámáni kolem, dekapitováni, ukamenováni, rozčtvrceni, upáleni na hranici, nabodnuti na kůl nebo oběšeni.
Podle stanov Kazimíra III. Velikého hrozil trest smrti i za vymáhání neoprávněných výhod na královském solivaru, neoprávněné vymáhání daní nebo za obchod s cizími mincemi. Pozdější usnesení parlamentu z roku 1586 stanovilo trest smrti za činy proti mravnosti a slušnosti, jako byla sodomie, činy proti veřejnému pořádku, jako byly násilné vniknutí do domu, úklady proti vedení města, únosy a úmyslná vražda.
Podle prvního polského trestního zákoníku z roku 1818 se popravy prováděly stětím mečem nebo ve výjimečných případech oběšením. Oběšeni mohli být pouze muži za zvlášť ohavné zločiny. Tento trestní zákoník platil až do integrace s Ruským impériem v roce 1867.
Od znovuzískání nezávislosti v roce 1918 umožňoval polský zákon udělit trest smrti za vraždu a zradu v době míru a za další zločiny spáchané během války. Například během polsko-sovětské války byl k smrti odsouzen polský spisovatel Sergiusz Piasecki za loupeže ve válečné zóně. Později mu byl rozsudek zmírněn.
Od roku 1918 do roku 1928 byl jediným legálním způsobem popravy zastřelení popravčí četou. Na základě prezidentského dekretu z roku 1927 se hlavním způsobem popravy stalo oběšení. Poprava zastřelením zůstala zachována pro příslušníky ozbrojených sil a pro pachatele zločinů proti státní bezpečnosti. Jako první civilní popravčí sloužil Stefan Maciejowski. Mezi popravenými v období Druhé Polské republiky byl modernistický malíř a účastník bojů za polskou nezávislost a sympatizant s nacionalisty Eligiusz Niewiadomski, který v roce 1922 zavraždil prezidenta Polska Gabriela Narutowicze.
Po řadu let bylo trestní právo v meziválečném Polsku považováno za méně restriktivní, než v zemích západní Evropy. To platilo i o trestu smrti. V roce 1931 byl přijat nový trestní zákoník obsahující i trest smrti. Schválen byl však o jediný hlas. V roce 1932 se však polský přístup k trestu smrti změnil a k smrti byli odsouzeni i 17letí pachatelé.
Po krátkou dobu byly za Druhé Polské republiky ve 30. letech 20. století na území dnešní Ukrajiny zavedeny speciální vojenské soudy. Řada lidí zde byla oběšena na základě rozhodnutí těchto soudních tribunálů za zločiny proti státní bezpečnosti.
Až do roku 1950 mohl ministr vnitra nařídit veřejnou popravu. Během Druhé Polské republiky veřejné popravy pořádány nebyly, ale po druhé světové válce byli někteří významní nacističtí váleční zločinci věšeni na veřejnosti. Bývalý velitel koncentračního tábora Auschwitz Rudolf Höss byl popraven před velkým davem přihlížejících v areálu bývalého tábora. Také bývalý předseda Senátu Svobodného města Gdaňsk a gauleiter Reichsgau Warthelandu a důstojník SS Arthur Greiser byl 14. července 1946 veřejně oběšen v Poznani. Jednalo se o poslední veřejnou popravu na území Polska.
Během stalinistické éry v letech 1945 až 1956 byl trest smrti běžným nástrojem politické represe. V té době byly popravy prováděny jediným výstřelem zezadu do spodní části lebky. Mezi takto popravenými lidmi byl i voják Witold Pilecki, člen hnutí odporu, který se v roce 1940 nechal dobrovolně zavřít do Auschwitzu, aby získal zpravodajské informace o chodu tábora a zorganizoval odboj mezi vězni. Přesný počet lidí popravených do roku 1956 není znám, podle některých zdrojů se jejich počet odhaduje na přibližně 3 500 lidí.
Po roce 1956, po událostech známých jako Gomulkovské tání, skončily popravy politických vězňů a většina v té době vykonávaných rozsudků smrti souvisela s vraždami. Jedinou výjimkou byl Stanisław Wawrzecki, který byl na nátlak komunistického vůdce Władysława Gomułky odsouzen k trestu smrti a oběšen za hospodářské zločiny. Metodou popravy povolenou pro vojáky a pachatele trestných činů proti bezpečnosti státu zůstalo zastřelení popravčí četou.
Poslední potvrzená poprava ženy na území Polska byla vykonána dne 21. září 1949. Tehdy byla popravena Halina Żurowska, bývalá příslušnice zemské armády. Popravena byla ve Varšavě jediným výstřelem do týlu za špionáž. Jednalo se téměř jistě o politicky motivované obvinění.
Od roku 1969 do roku 1995 bylo k trestu smrti odsouzeno 344 lidí a 183 z nich bylo popraveno. Na rozdíl od ostatních států sovětského východního bloku byl počet poprav v Polsku relativně nízký.
Poslední poprava na území Polska se konala 21. dubna 1988 v Krakově, kde byl za vraždu a znásilnění oběšen Andrzej Czabański. Po pádu komunistického režimu bylo k trestu smrti odsouzeno jen několik lidí, žádná poprava však nebyla vykonána. Poslední rozsudek smrti byl vynesen v roce 1996 za dvojnásobnou vraždu.

### Průběh poprav
Během let, kdy existoval v Polsku trest smrti, se poprava oběšením prováděla v osmi věznicích. Obvykle se popravy konaly kolem šesté hodiny odpoledne, kdy bylo přítomno nejvíce vězeňských dozorců. Vězeň nebyl před blížící se popravou varován. Nebyl informován o datu a čase, kdy má být jeho poprava vykonána. Vězni byli informováni až na poslední chvíli, když vstupovali do komory smrti. Ty byly obvykle umístěny vedle záchodů a údajně si mnozí z odsouzených mysleli, že je vzali z cely, aby se umyli. Závěrečná schůzka s rodinou, ani přítomnost zástupce rodinného příslušníka při popravě, nebyla povolena. Rodinám odsouzených vězňů nebylo předem sděleno datum popravy. O popravě se rodina dozvěděla až po jejím vykonání.
Každý odsouzenec k smrti mohl napsat žádost o milost a předložit ji prezidentovi nebo Státní radě. I pokud tak neučinili, musely být spisy po vyčerpání všech opravných prostředků neprodleně předloženy hlavě státu s připojeným návrhem, zda si odsouzení zaslouží milost. Tento návrh sepisoval nejvyšší státní zástupce.
Kromě vězeňské stráže, lékařského týmu a kata byli při popravě přítomni pouze prokurátor (nikoliv soudce) a pokud si to vězeň přál, i jeho obhájce.
Odsouzenému byly svázány ruce a byl eskortován do komory smrti. Popravčí komora měla dvě místnosti. Jednu pro závěrečné přípravy a ve druhé byla umístěna šibenice. Poté státní zástupce přečetl rozsudek a informoval odsouzeného, že prezident či Státní rada nevyužila práva udělit milost a proto bude vykonán trest smrti. Vězeň měl právo na poslední přání jako např. na cigaretu, jednoduché poslední jídlo nebo napsání dopisu rodině.
V Polsku působili dva profesionální popravčí, oba byli členy vězeňské stráže, kteří za provedení popravy dostávali honorář. Jejich jména byla držena v tajnosti, aby byli chráněni před případnou pomstou. Oba působili jako dozorci ve Varšavě a v případě, že měla být poprava vykonána jinde, odcestovali před popravou do příslušné věznice. Popravy provádění pomocí popravčích čet byly prováděny ve vojenském táboře v Rembertówě. Od roku 1970 do roku 1988 byli zastřeleni tři vojáci za zločin vraždy a znásilnění.